# لجنة مكافحة الفساد (السعودية)
لجنة مكافحة الفساد السعودية هي لجنة عليا سعودية برئاسة ولي العهد السعودي الأمير محمد بن سلمان آل سعود تأسست في 4 نوفمبر 2017، وَتقوم اللجنة بحصر المخالفات والجرائم والكيانات المتعلقة بقضايا الفساد في السعودية، بالإضافة إلى إصدار أوامر منع السفر والقبض ولها الحق في اتخاذ الإجراءات الاحترازية حتى تحال للجهات القضائية، واتخاذ ما يلزم مع المتورطين في قضايا الفساد.
يرأس لَجنة مكافحة الفساد السُعودية ولي العهد محمد بن سلمان آل سعود، كما تتكون اللجنة من عُضوية رئيس الهيئة الوطنية لمكافحة الفساد ورئيس الديوان العام للمحاسبة والنائب العام ورئيس أمن الدولة.

## مهامها
تقوم اللجنة بالمهام التالية:
- حصر المخالفات والجرائم والأشخاص والكيانات ذات العلاقة في قضايا الفساد العام.
- التحقيق وإصدار أوامر القبض والمنع من السفر وكشف الحسابات والمحافظ وتجميدها وتتبع الأموال والأصول ومنع نقلها أو تحويلها من قبل الأشخاص والكيانات أياً كانت صفتها، ولها الحق في اتخاذ أي إجراءات احترازية تراها حتى تتم إحالتها إلى جهات التحقيق أو الجهات القضائية بحسب الأحوال.
- اتخاذ ما يلزم مع المتورطين في قضايا الفساد العام واتخاذ ما تراه بحق الأشخاص والكيانات والأموال والأصول الثابتة والمنقولة في الداخل والخارج وإعادة الأموال للخزينة العامة للدولة وتسجيل الممتلكات والأصول باسم عقارات الدولة، ولها تقرير ما تراه محققاً للمصلحة العامة خاصة مع الذين أبدوا تجاوبهم معها.

## اعتقالات نوفمبر 2017
مساء يوم السَبت المُوافق 4 نوفمبر 2017، ذكرت عدد من وسائل الإعلام الخارجية، أنَّ لجنة مكافحة الفساد أوقفت 18 أميراً والعشرات من رجال الأعمال والوزراء على خلفية تهم متعلقة بالفساد. وذكرت التقارير أنهُ تم إيقاف لكل من:

### من الأمراء
- الأمير متعب بن عبد الله وزير الحرس الوطني السابق بتهم اختلاسات وصفقات وهمية وترسية عقود على شركات تابعة له، إضافة إلى صفقات سلاح في وزارته.[5]
- الأمير الوليد بن طلال رجل الأعمال مالك ورئيس مجلس إدارة المملكة القابضة بقضايا غسيل للأموال.[5]
- الأمير تركي بن عبد الله بن عبد العزيز أمير منطقة الرياض السابق بتهم فساد.[5]
- الأمير تركي بن ناصر بن عبد العزيز آل سعود،[6] الرئيس العام للهيئة العامة للأرصاد وحماية البيئة السابق بتهمة توقيع صفقات سلاح غير نظامية وصفقات في مصلحة الأرصاد والبيئة.[5]
- الأمير فهد بن عبد الله بن محمد بن عبد الرحمن آل سعود،[6] مساعد وزير الدفاع السابق.[5]

### من السياسيين ورجال الأعمال
شملت الملاحقات أيضاً عدداً من رجال الأعمال السعوديين:
- عادل فقيه وزير الاقتصاد والتخطيط السابق بتهم الفساد وقبول الرشاوي وسيول جدة
- عبد الله السلطان قائد القوات البحرية السعودية
- بكر بن لادن رئيس مجموعة بن لادن السعودية بعدة تهم تتعلق بالفساد بمشاريع عديدة وتقديم الرشوة لعدد من المسؤولين في توسعة الحرم.
- خالد التويجري رئيس الديوان الملكي السعودي السابق بتهم الفساد وأخذ الرشاوي.
- محمد الطبيشي رئيس المراسم الملكية السابق بعدة تهم تتعلق بالفساد وسوء استغلال السلطة
- عمرو الدباغ حاكم الهيئة العامة للاستثمار السعودي بعدة تتهم تتعلق بالفساد والتلاعب في أوراق المدن الاقتصادية.
- الوليد الإبراهيم مالك ورئيس مجموعة إم بي سي التلفزيونية بعدة تهم تتعلق بالفساد
- خالد الملحم المدير العام السابق للخطوط السعودية بتهم الفساد والاختلاس.
- سعود الدويش رئيس مجلس إدارة شركة الاتصالات السعودية السابق بتهم الفساد وترسية عقود على شركاته الخاصة واختلاس أموال الشركة.
- صالح كامل، وإبنيه رجل أعمال بتهم الفساد وتقديم الرشاوى
- محمد العمودي، رجل أعمال بعدة تهم تتعلق بالفساد وتقديم الرشاوي والاحتيال.

كما اعتقلت اللجنة كذلك عشرات الوزراء السابقين قيل أنَّ عددهم بلغ 30 وَزير كما أنَّ اللجنة قامت بإعادة فتح ملف سيول جدة وملف التحقيق في قضية وباء كورونا.

## حصيلة حملة مكافحة الفساد
في يناير 2018، أعلن النائب العام السعودي "سعود المعجب"، أن إجمالي من جرى استدعاؤهم بلغ 381 شخصاً، وأفاد أن 56 شخصاً لا يزالون موقوفين في إطار التحقيقات، وأن القيمة المقدرة لمبالغ التسويات قد تجاوزت (400) مليار ريال "100 مليار دولار"، متمثلة في عدة أصول (عقارات وشركات وأوراق مالية ونقد وغير ذلك)، موضحاً أن مرحلة التسويات قد انتهت.

### إنهاء أعمال اللجنة
في 30 يناير 2019م انتهت أعمال اللجنة بعد استكمال دراسة ملفات المتهمين، نتج عنها إخلاء سبيل من لم تثبت عليه تهمة الفساد، والتسوية مع 87 شخصا بعد الإقرار بما نُسب إليهم، وإحالة متهمين إلى النيابة العامة 56 شخصا منهم ثبت وجود قضايا جنائية أخرى عليه و8 آخرون لم يقبلوا بالتسوية، وقد استعادت الحكومة أربعمائة مليار ريال.

## تجدد حملات المكافحة
عاد ملف مكافحة الفساد في السعودية للواجهة في أغسطس 2019 مستهدفا هذه المرة صغار ومتوسطي الموظفين، بعد إغلاق ملف كبار الفاسدين، وقال مازن الكهموس الذي عينه الملك سلمان بن عبد العزيز رئيسا لهيئة مكافحة الفساد في 30 أغسطس 2019 إن ولي العهد الأمير محمد بن سلمان وجهه بلهجة شديدة بأن المرحلة المقبلة هي استئصال الفاسدين من الموظفين الصغار بعد أن تخلصت البلاد من الرؤوس الكبيرة الفاسدة، أعقب ذلك بيومين، أي في مطلع سبتمبر، تشكيل لجنة إشرافية بتوجيه من الملك سلمان لاتخاذ الوسائل والآليات اللازمة للقضاء على الفساد المالي والإداري، ويرأس اللجنة رئيس هيئة مكافحة الفساد وتضم في عضويتها رئيس هيئة الرقابة والتحقيق ومدير عام المباحث الإدارية. وفي ديسمبر 2019 صدرت أوامر ملكية بالموافقة على الترتيبات التنظيمية والهيكلية المتصلة بمكافحة الفساد المالي والإداري والتي تضمنت ضم هيئة الرقابة والتحقيق والمباحث الإدارية إلى الهيئة الوطنية لمكافحة الفساد التي عدل مسماها إلى هيئة الرقابة ومكافحة الفساد، وإنشاء وحدة تحقيق وادعاء جنائي في الهيئة تختص بالتحقيق في القضايا الجنائية المتعلقة بالفساد المالي والإداري، والادعاء فيها، كما تضمنت فصل أي موظف تتم إدانته بجريمة جنائية تتصل بالفساد المالي والإداري، وأنه إذا طرأت زيادة على ثروة الموظف العام لا تتناسب مع دخله أو موارده بناء على قرائن مبنية على تحريات مالية بارتكابه جرائم فساد مالي أو إداري فيكون عليه عبء الإثبات للتحقق من مشروعية اكتسابه لتلك الأموال، كما يجوز لرئيس الهيئة اقتراح فصل الموظف العام بأمر ملكي في حال وجود شبهات قوية تمس كرامة الوظيفة أو النزاهة.

## روابط خارجية
- وكالة الأنباء السعودية: صدور عدد من الأوامر الملكية في 4 نوفمبر 2017.
- وكالة الأنباء السعودية: النائب العام : القيمة المقدرة لمبالغ التسويات تجاوزت 400 مليار ريال.